# Кейла
Кейла (ест. Keila, нім. Kegel) — місто та міський муніципалітет на північному заході Естонії, у мааконді Гар'юмаа. Адміністративний центр валду Кейла. Місто відоме з XIII століття.

## Географія
Кейла — невелике місто на півночі Естонії, в якому проживає близько дев'яти з половиною тисяч жителів. Місто розташоване на річці Кейла і також розташоване за 25 км на захід від столиці Естонії — міста Таллінна. Висота над рівнем моря — 50 метрів. Загальна площа міста становить 11,22 км², більша частина якої густо заселена. Інша частина вкрита, здебільшого, лісами, луками та болотами. 
Східна межа міста частково проходить річкою Кейла. Місто перетинають два шосе, що ведуть у Палдіскі та Хаапсалу, і залізниця. Кейла є центром західної частини повіту Харьюмаа. У місті добре розвинене підприємництво, яке дає роботу не тільки жителям Кейла, а й приїжджим з навколишніх волостей і Таллінна. Усі промислові підприємства розташовуються на околиці міста.
Місто ділиться на дві частини привокзальним районом. У південній частині міста розташований район приватних будинків, оточених садами. На північ від залізниці розташовані, в основному, багатоповерхові житлові будинки. Велика кількість парків (Центральний, Річковий, Сосновий), внутрішні міські зелені зони, соснові ліси на західній околиці - все це робить Кейла комфортним для проживання місцем.

## Клімат
Місто знаходиться у перехідній зоні між морським та континентальним кліматом.
| Кліматограма Кейли                                                                                                | Кліматограма Кейли | Кліматограма Кейли | Кліматограма Кейли | Кліматограма Кейли | Кліматограма Кейли | Кліматограма Кейли | Кліматограма Кейли | Кліматограма Кейли | Кліматограма Кейли | Кліматограма Кейли | Кліматограма Кейли |
| --- | ------------------ | ------------------ | ------------------ | ------------------ | ------------------ | ------------------ | ------------------ | ------------------ | ------------------ | ------------------ | ------------------ |
| С | Л                  | Б                  | К                  | Т                  | Ч                  | Л                  | С                  | В                  | Ж                  | Л                  | Г                  |
| 55 −2 −6 | 46 −2 −7           | 34 2 −5            | 30 8 1             | 31 14 6            | 51 18 10           | 65 22 14           | 81 20 13           | 60 15 9            | 68 9 5             | 60 4 1             | 56 1 −2            |
| Середня макс. і мін. температури повітря (°C) Атмосферні опади (мм), за рік : 637 мм. Джерело: «Climate-Data.org» |                    |                    |                    |                    |                    |                    |                    |                    |                    |                    |                    |

## Історія
Сліди стародавніх поселень у районі Кейла припадають на III—II тисячоліття до н. е. Приблизно тисячу років тому на правому березі річки Кейла виникло поселення. 1219 року Північну Естонію захопили данці, які на Кейлаській горі збудували церкву. На місці першої дерев'яної церкви яка присвячена архангелу Михаїлу, у кінці XIII — на початку XIV століття була побудована кам'яна церква. Перша письмова згадка про Кейла зустрічається в Данській кріпацькій книзі (1241).

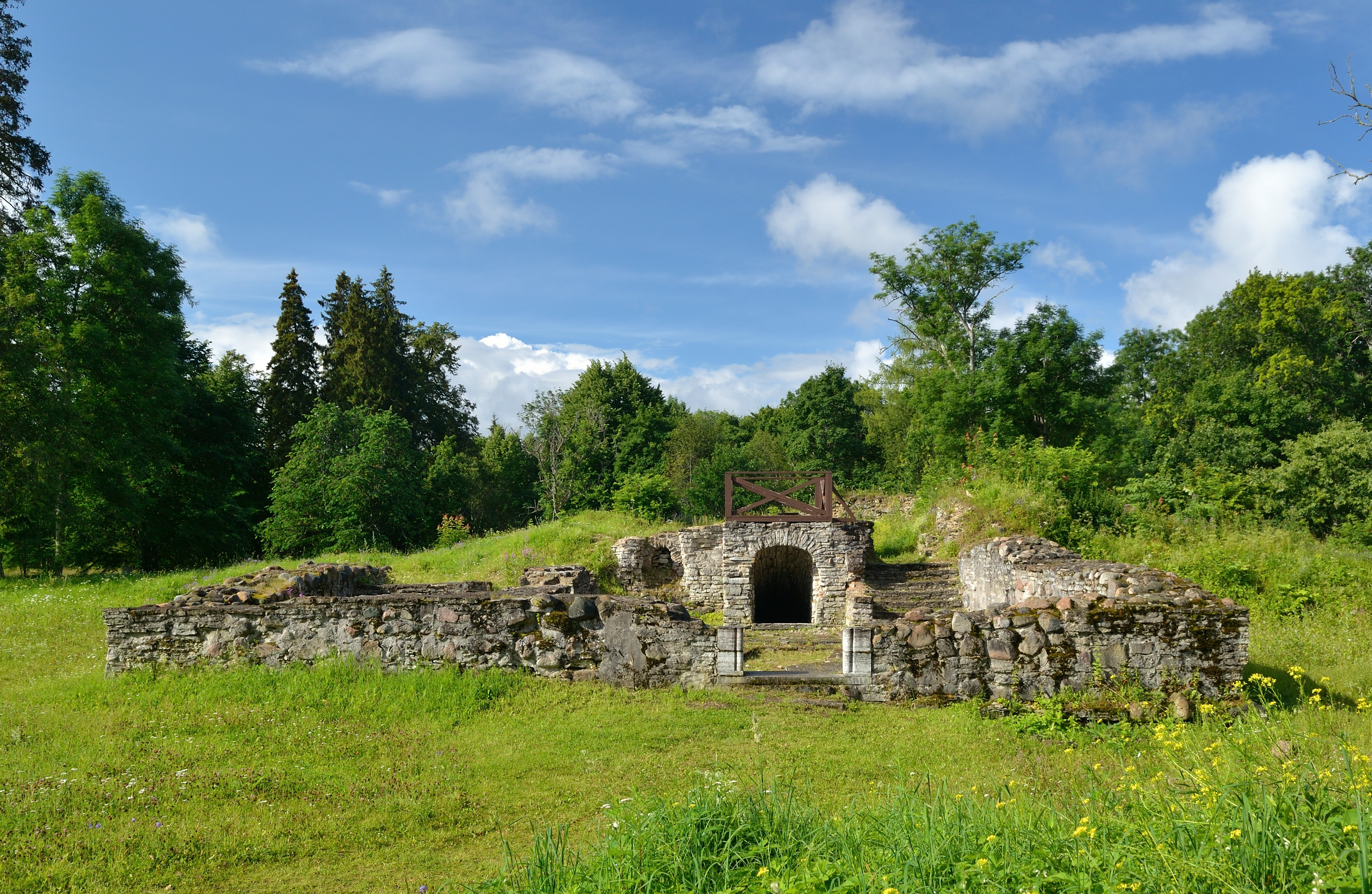

У XV—XVI ст. біля церкви було невелике, приблизно на 20 дворів, поселення, де проживало близько 100 мешканців. В цей же час на місці нинішнього річкового парку Лівонський орден побудував городище, руїни якого виявили 1976 року під час археологічних розкопок.
Поселення було знищене під час Лівонської війни (1558-83 роки) в результаті розбійницьких вилазок. Голод 1601-02 років та наслідки чуми призвели до того, що протягом наступних трьох століть Кейла залишалось маленьким селищем при церкві.
Першою суттєвою подією культурного життя було встановлення в 1862 році неподалік від церковної садиби шестиметрового пам'ятника Мартіну Лютеру. Пам'ятник знищили в 1949 році. В 1885 в Кейла відбулось перше співоче свято, у якому брало участь 19 хорів, головним диригентом цього свята був Константин Тюрнпу з Коога. В 1867 році на хуторі Вальяотса біля Кейла була відкрита приходська школа.
Поворотом в розвитку Кейла можна вважати будівництво в 1870 році залізниці Таллінн — Палдіскі, після якого відбулось пожвавлення торгової та підприємницької діяльності. В 1896 році власник місцевої садиби барон Юкслюлл вирішив продати частину своїх земель під будівництво, у результаті чого були побудовані, багато яких сьогодні знаходяться під захистом пам'ятників старовини, будівлі в привокзальному районі. 
У 1905 році було завершено будівництво залізничної гілки до міста Гаапсалу. До того часу в Кейла було близько 65 дворів. 
1925 року Кейла отримав статус селища із своїм самоуправлінням. Мешканців на той момент було 950. 
У 1930 році на знак Визвольної війни спільними зусиллями селища та волості була побудована нова будівля початкової школи. 
1 травня 1938 року Кейла отримав статус міста. Першим мером міста став колишній старійшина селища Йоганн Тяге. Тоді Кейла було тихим, красивим, маленьким містечком, благополуччя якого проіснувало недовго. В результаті встановлення радянської влади, червневих репресій 1940 року та наслідків Другої Світової Війни місто Кейла суттєво постраждало.
У 1950–1962 роках м. Кейла є адміністративним центром однойменного району та завдяки цьому швидко розвивається. Розвитку сприяло будівництво залізниці з електротягою до Таллінна.
Перші післявоєнні міські збори було вибрано в 1989 році. Мером міста став Андрес Пярт. Починаючи з 3 жовтня 2006 року, мером міста Кейла є Танель Мийстус.
Кейла є учасником Спілки міст Естонії з 1935 року та учасником Спілки міст регіона Балтійського моря з 1997 року.

## Населення
Чисельність населення міста, станом на 1 січня 2021 рік, налічує 10,078 осіб

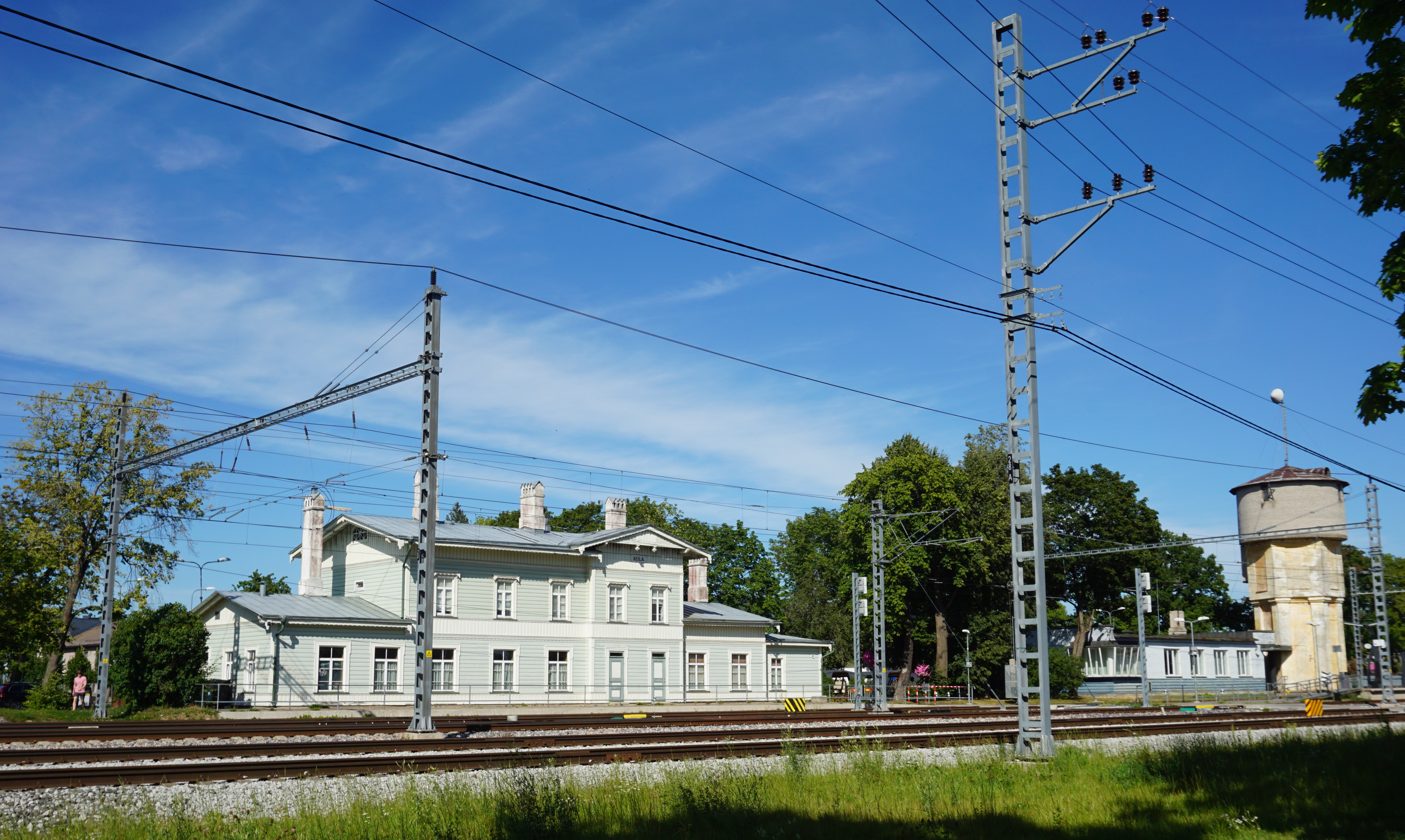
Залізнична станція Кейла

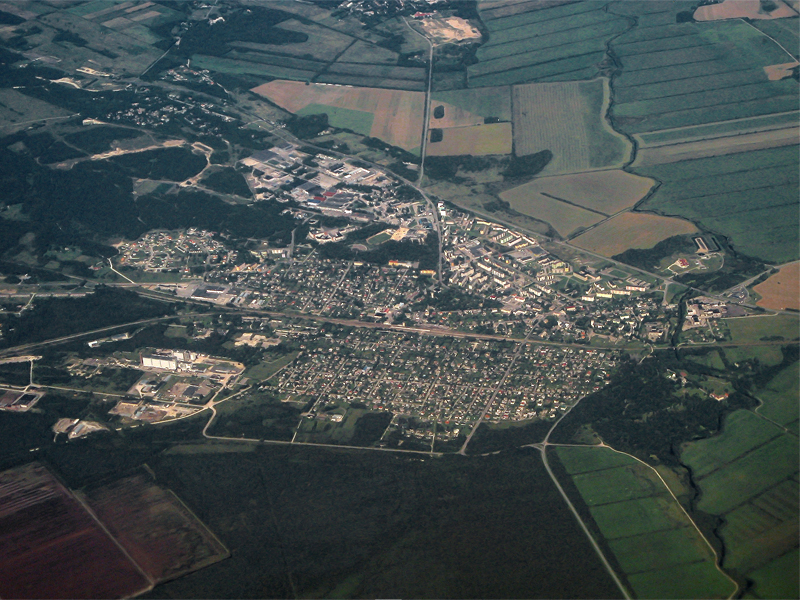

## Транспорт
Кейла є залізничним вузлом. 

## Економіка
В місті є підприємства легкої та харчової промисловості.

## Відомі уродженці
- Олександр Якименко, голова Служби безпеки України (з 2013).

## Світлини

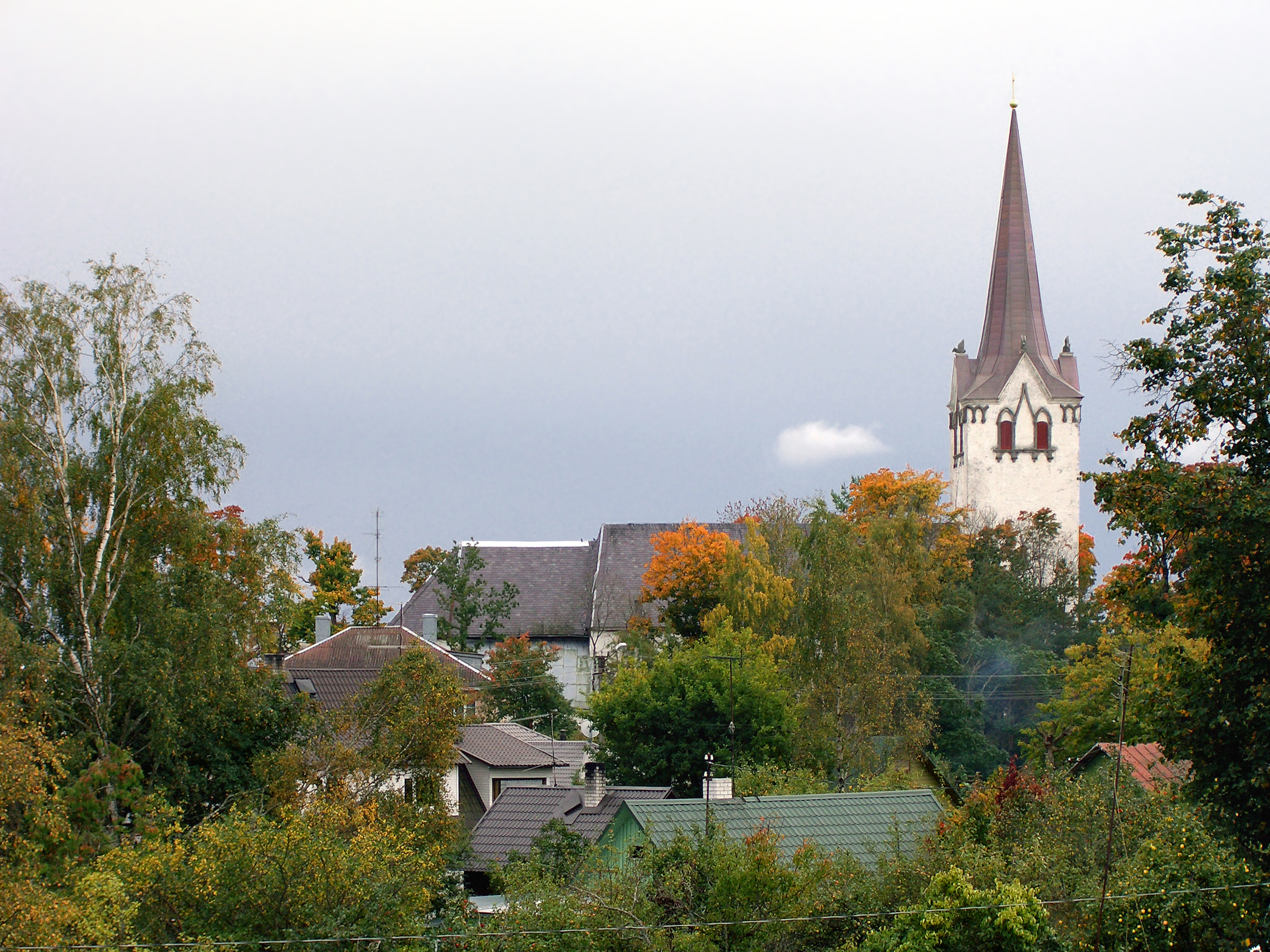
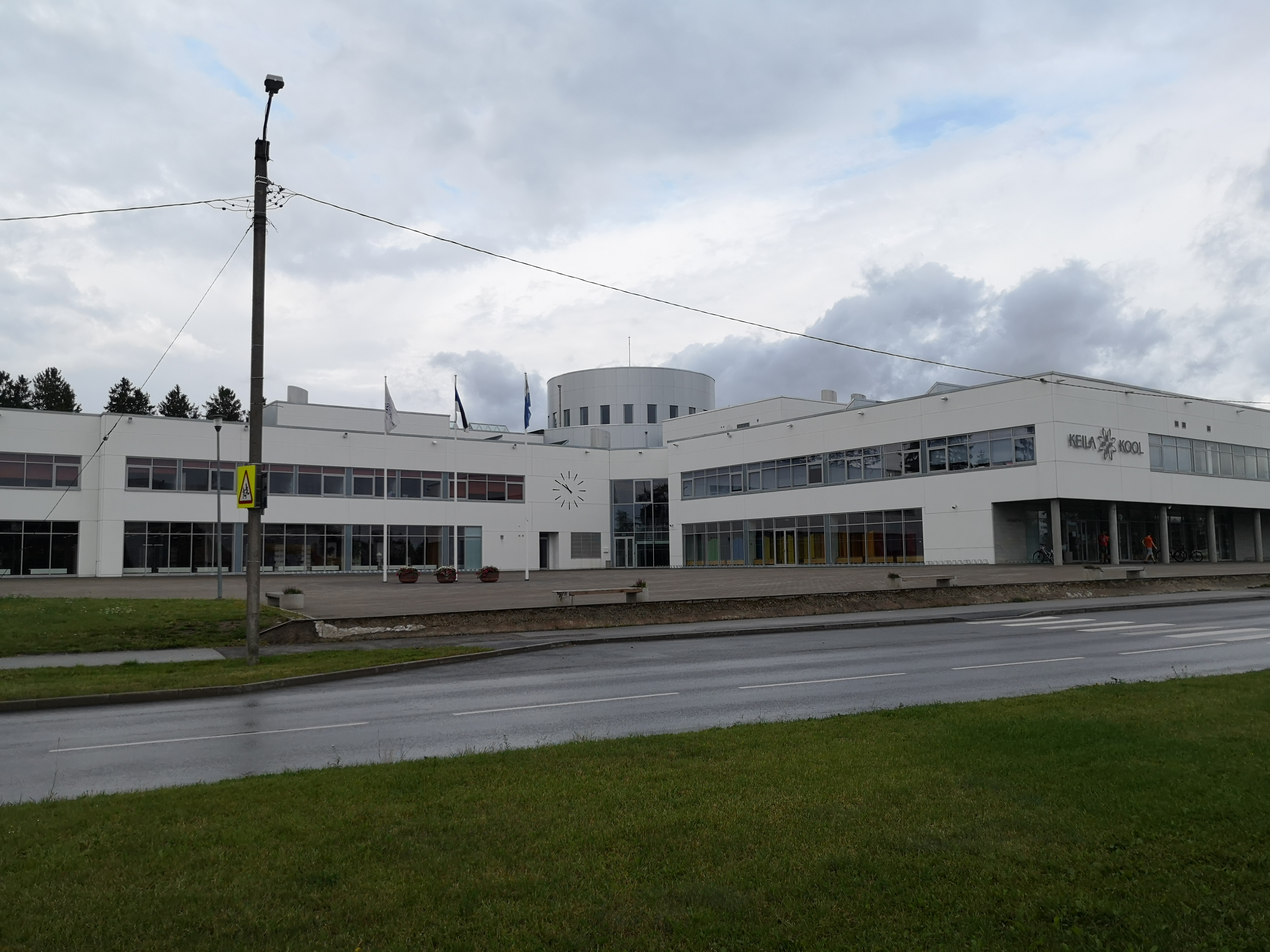
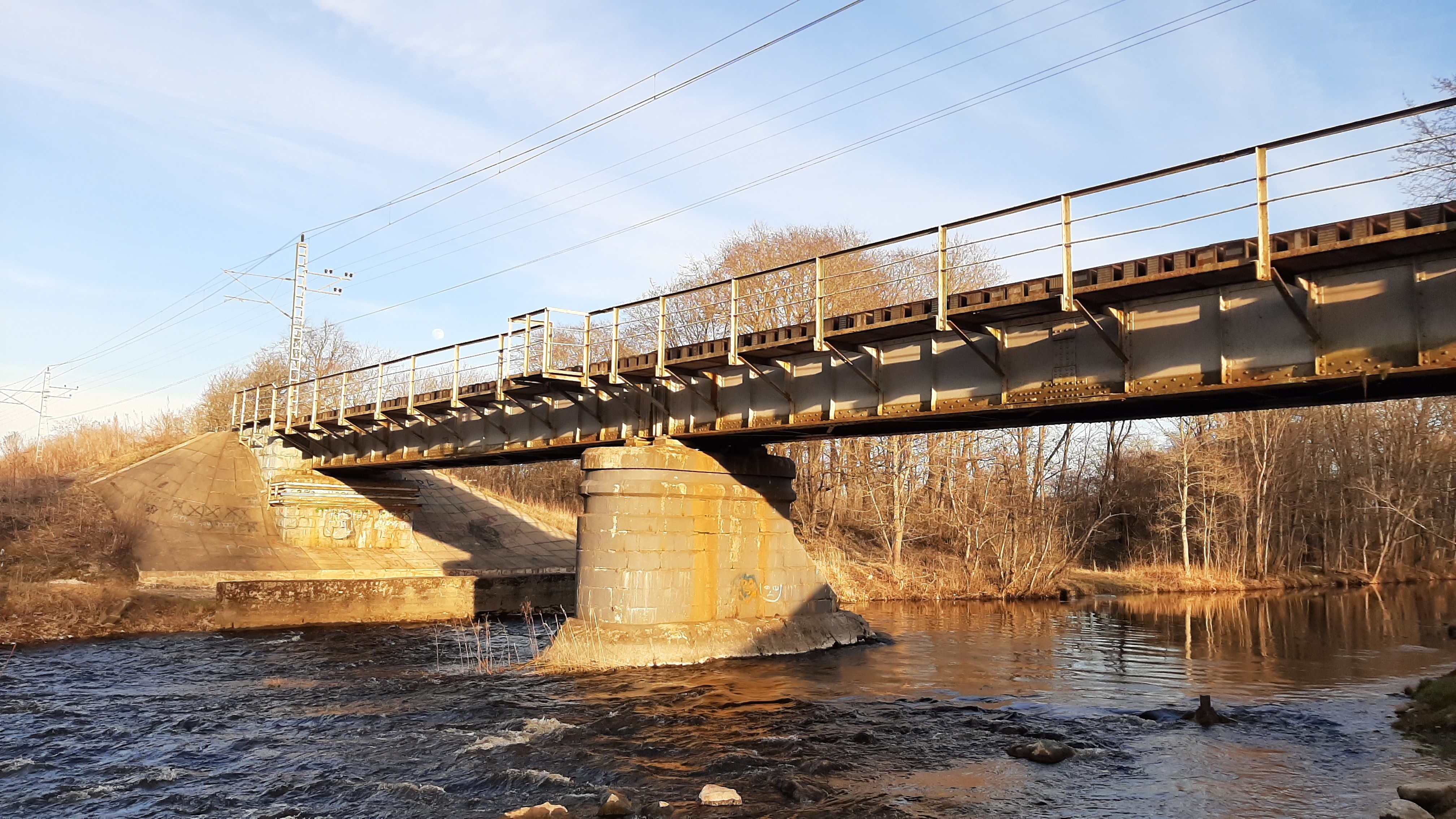
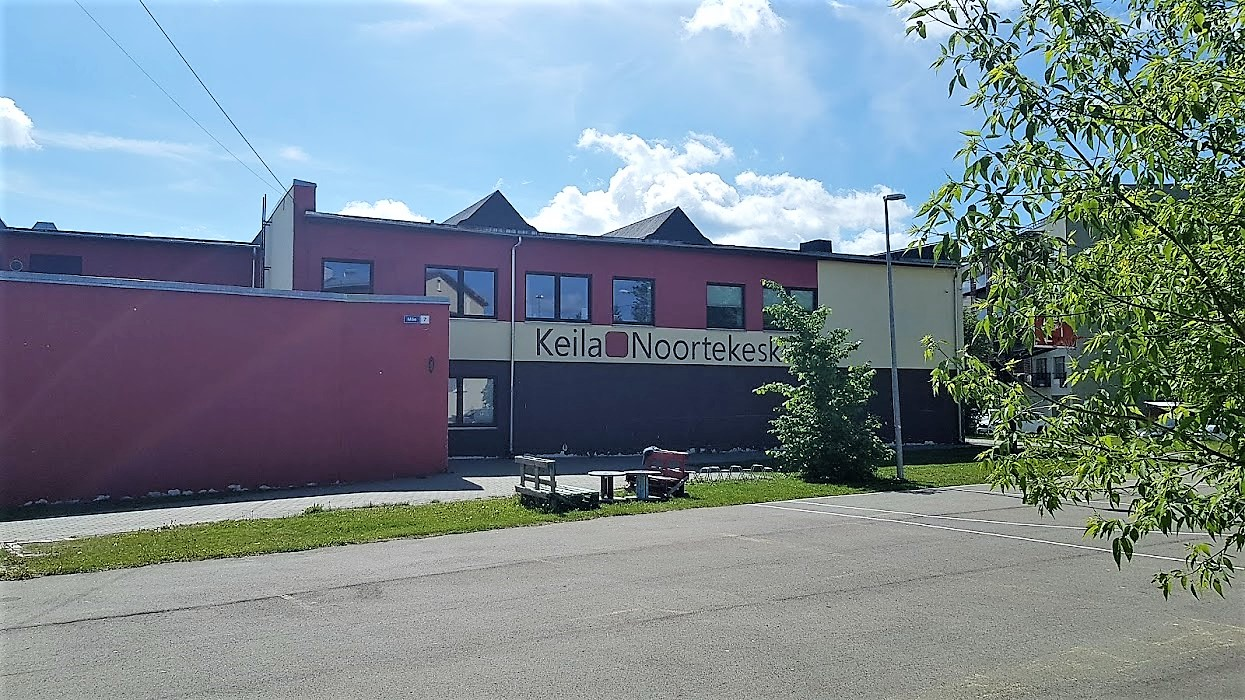
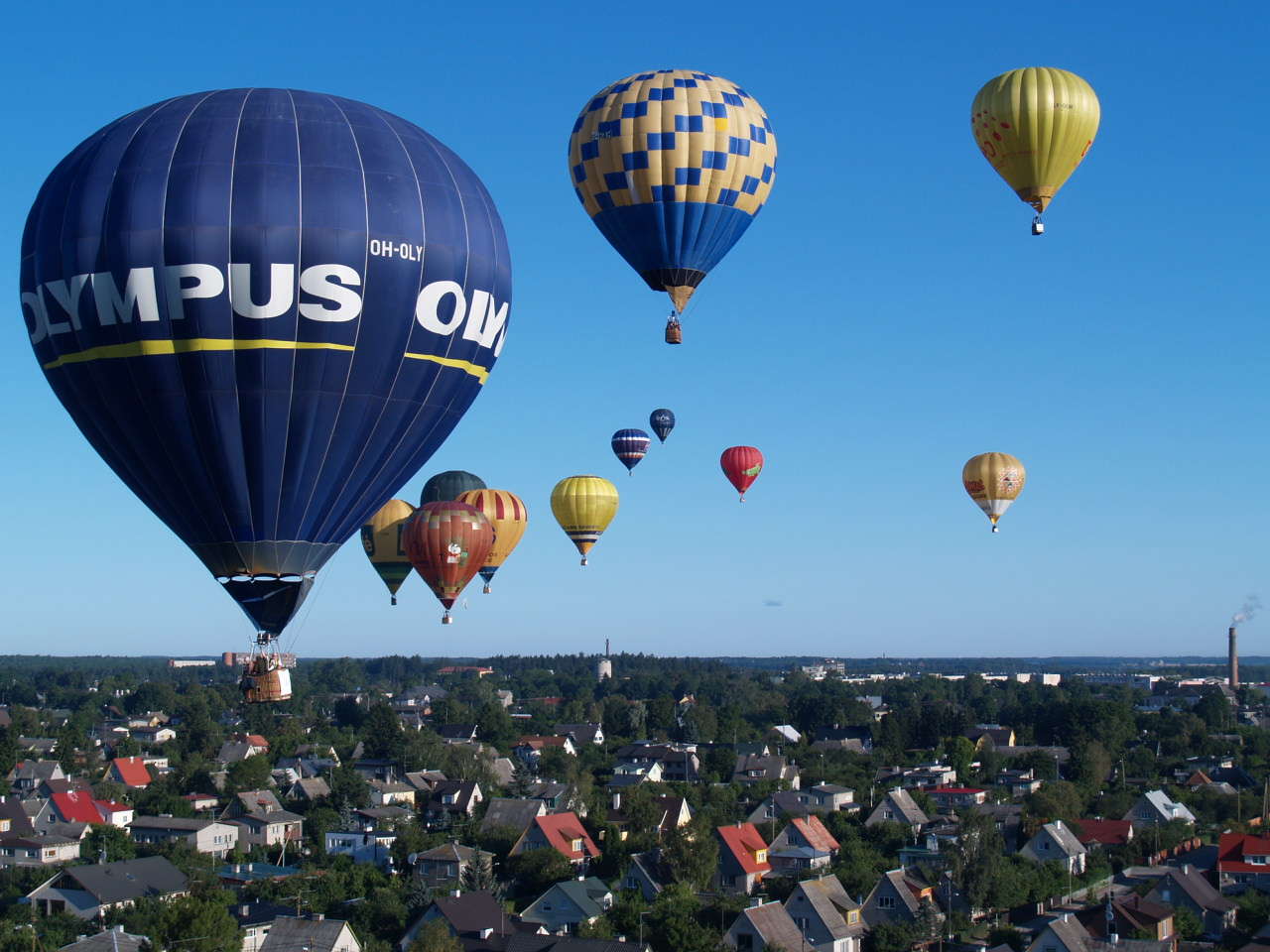

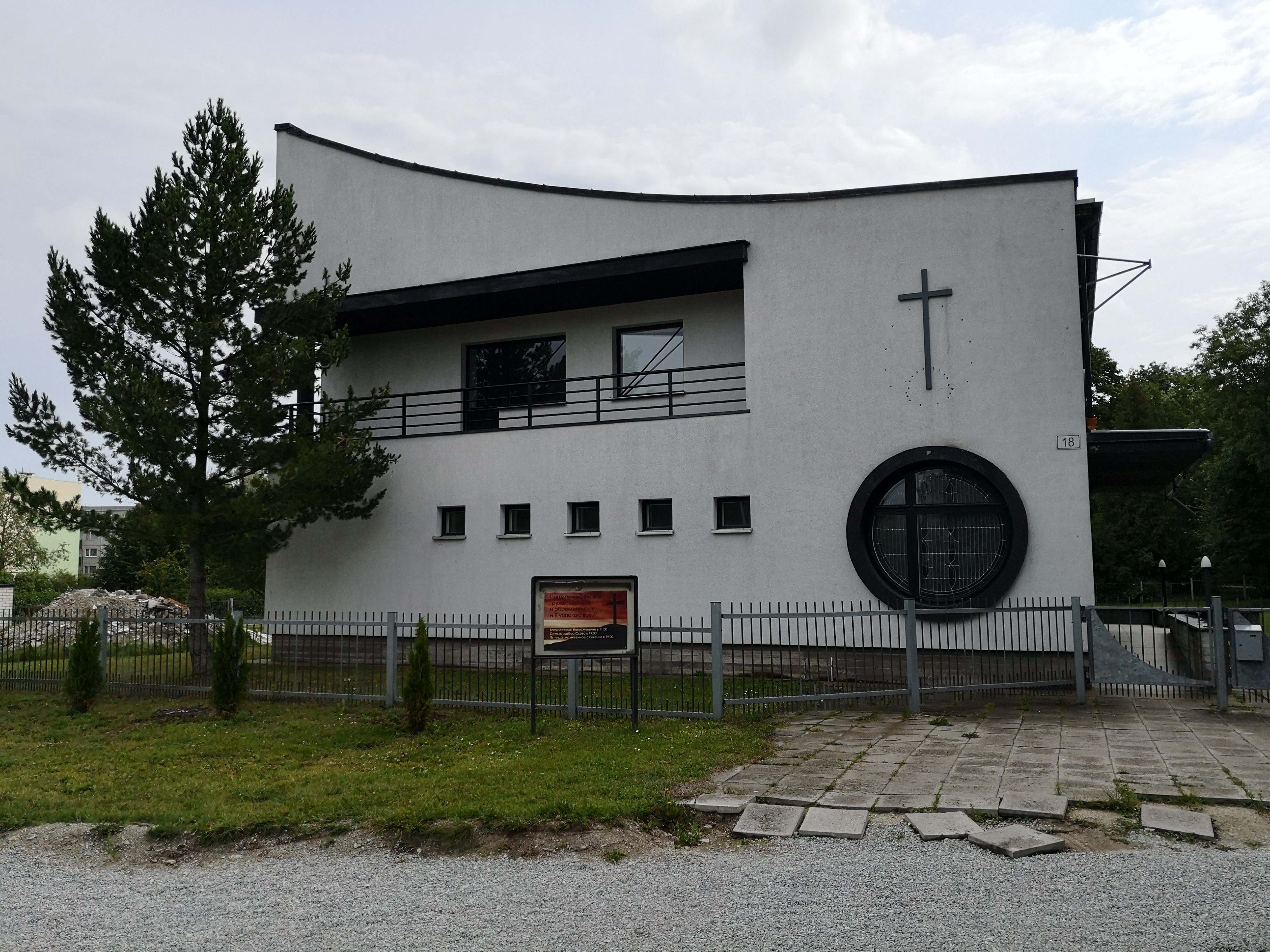
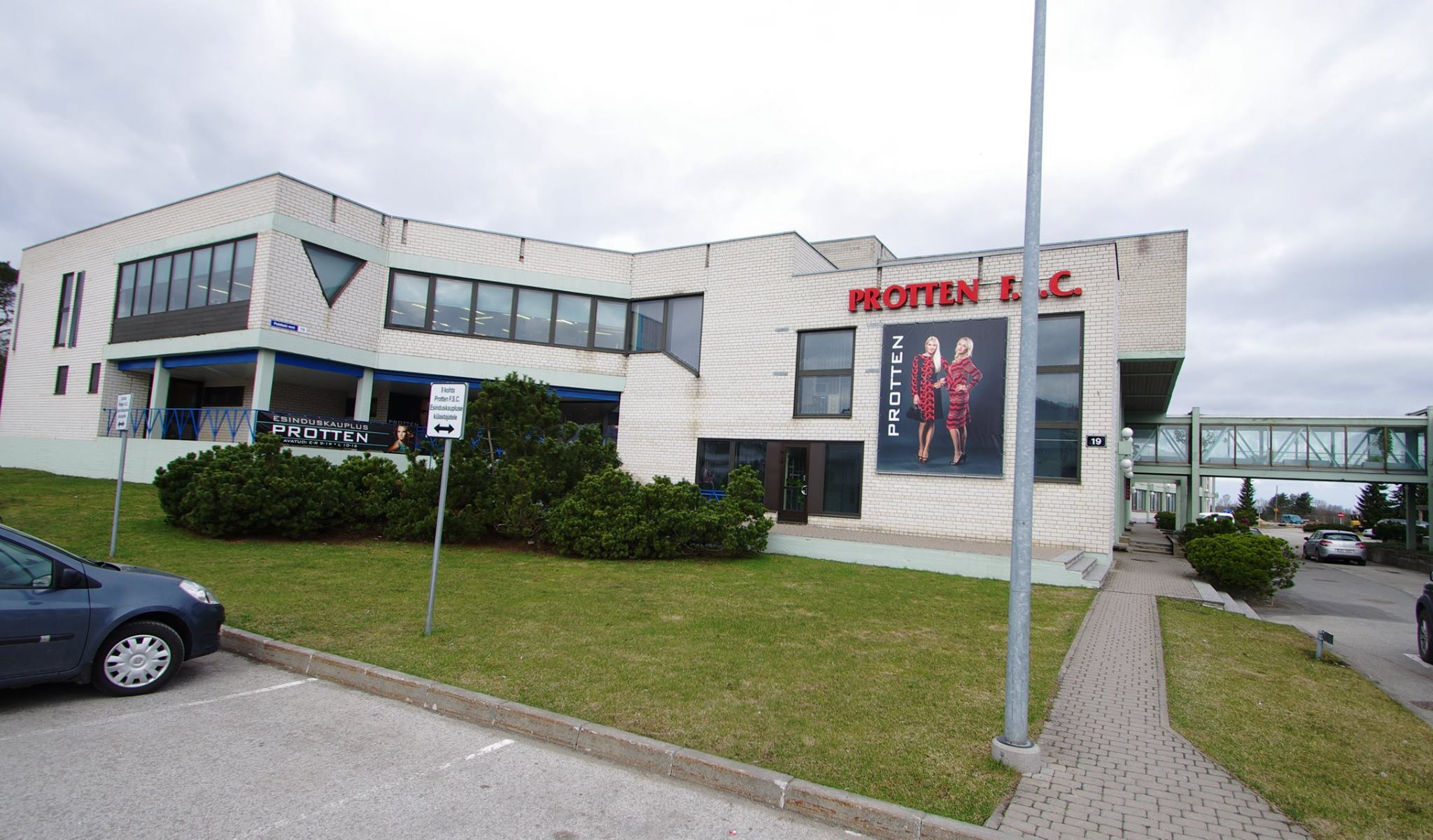
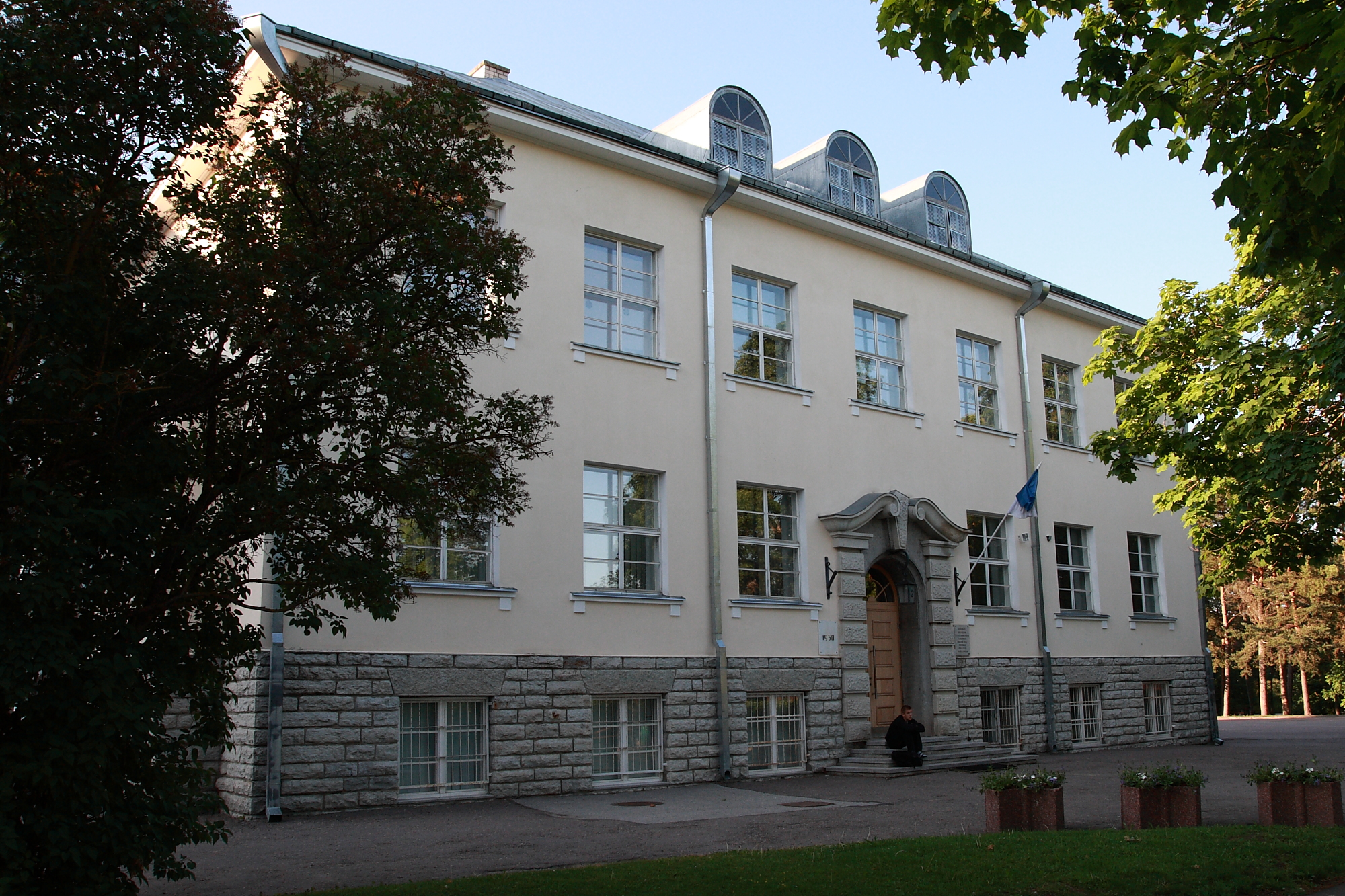
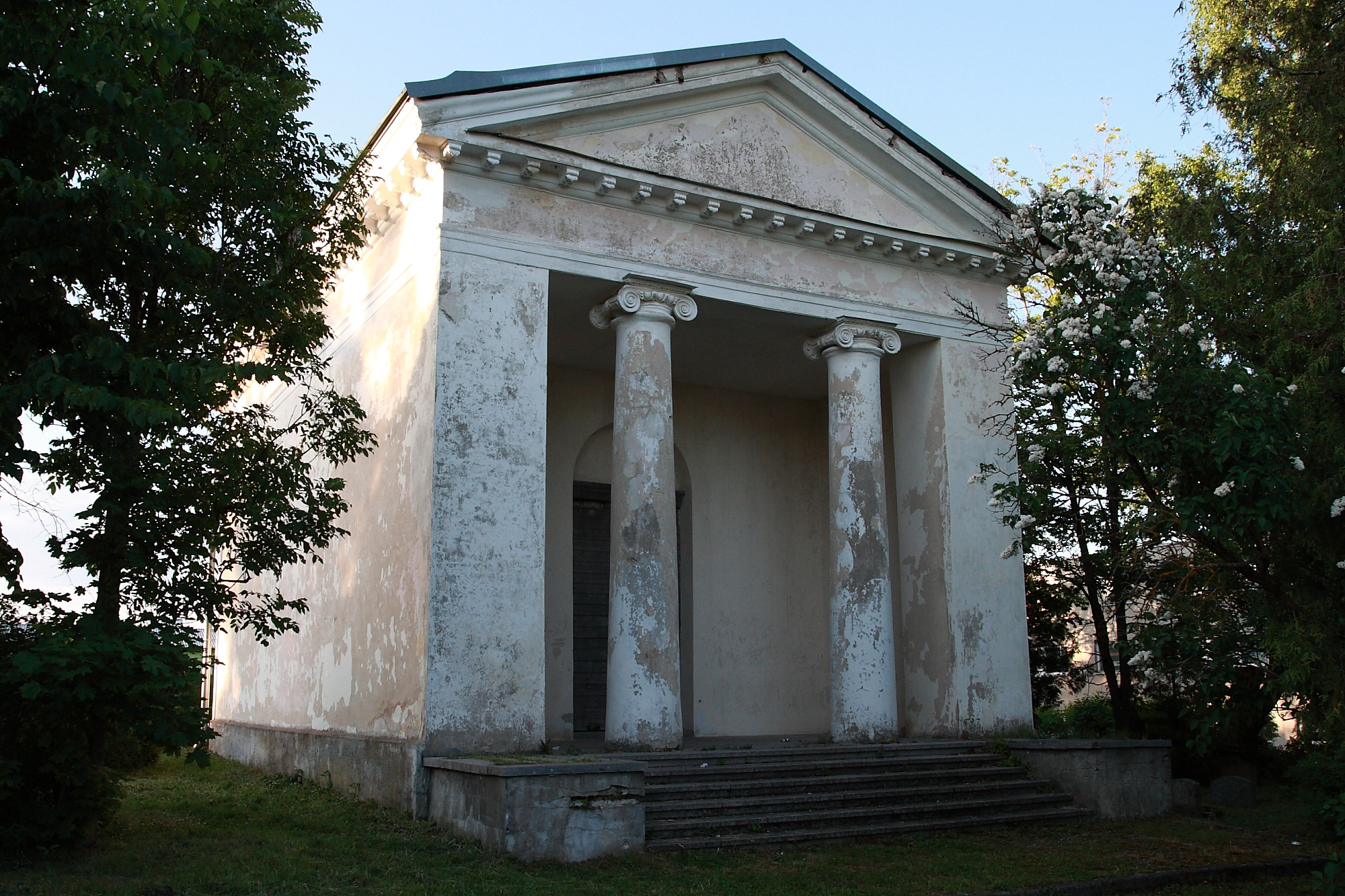
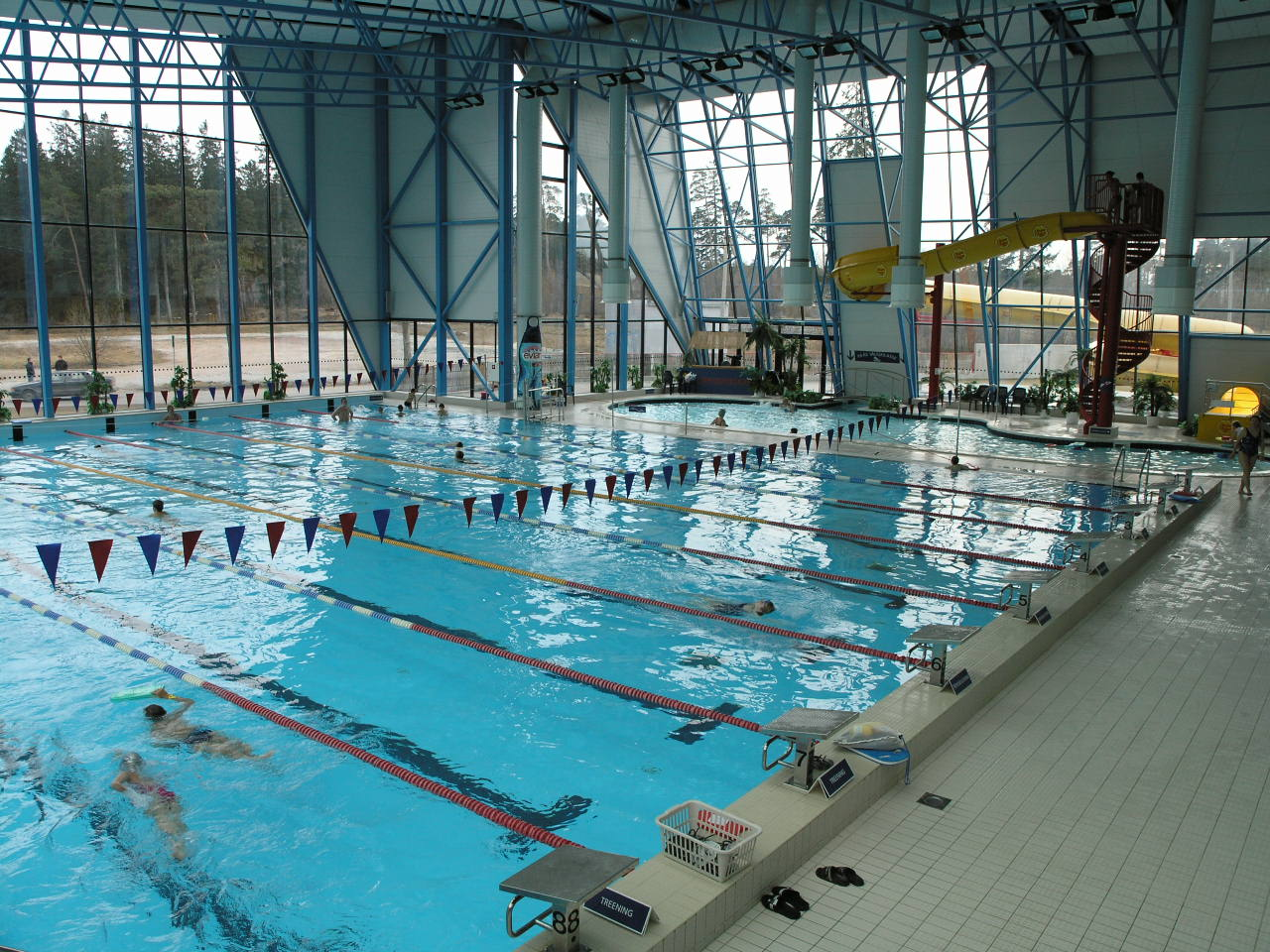
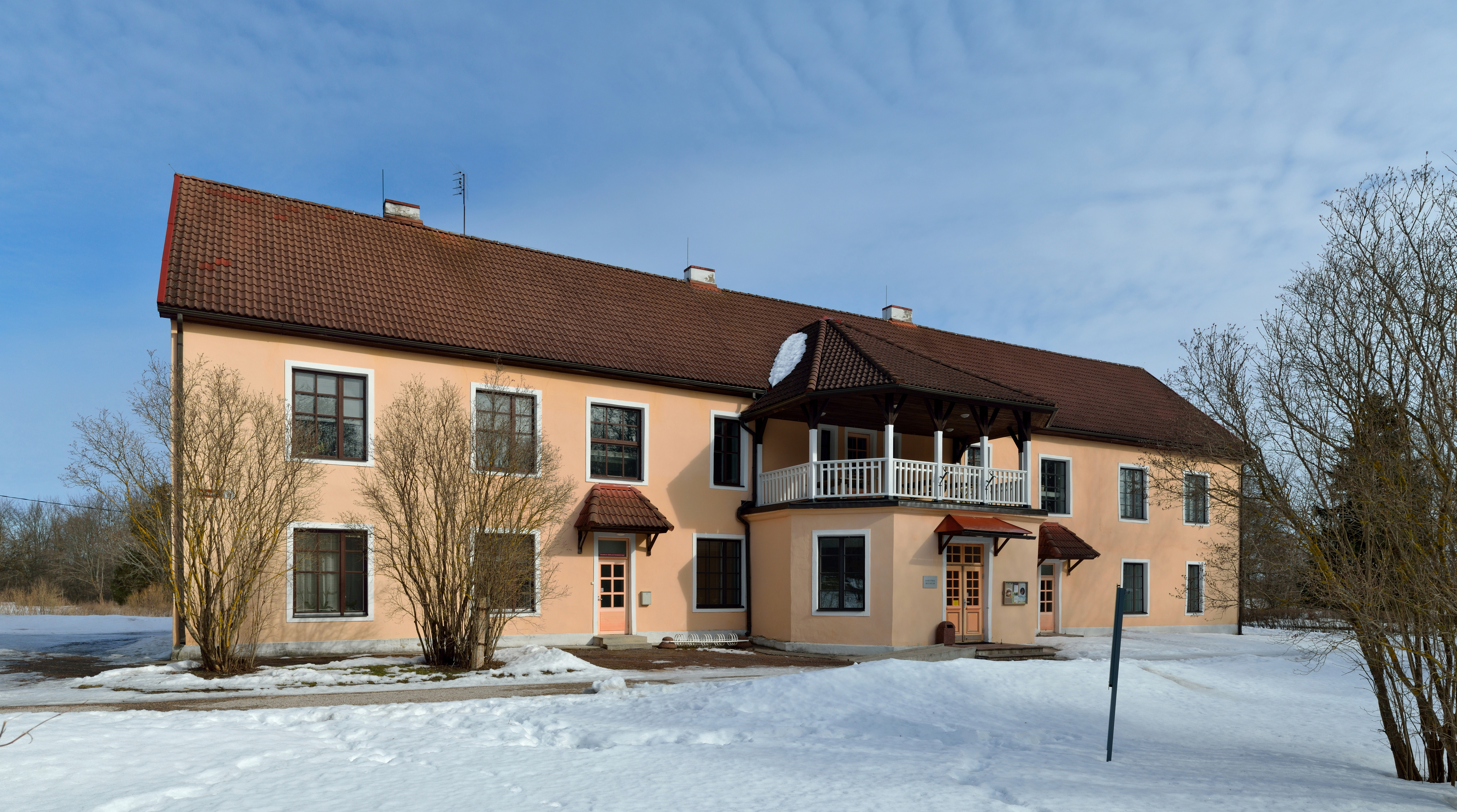
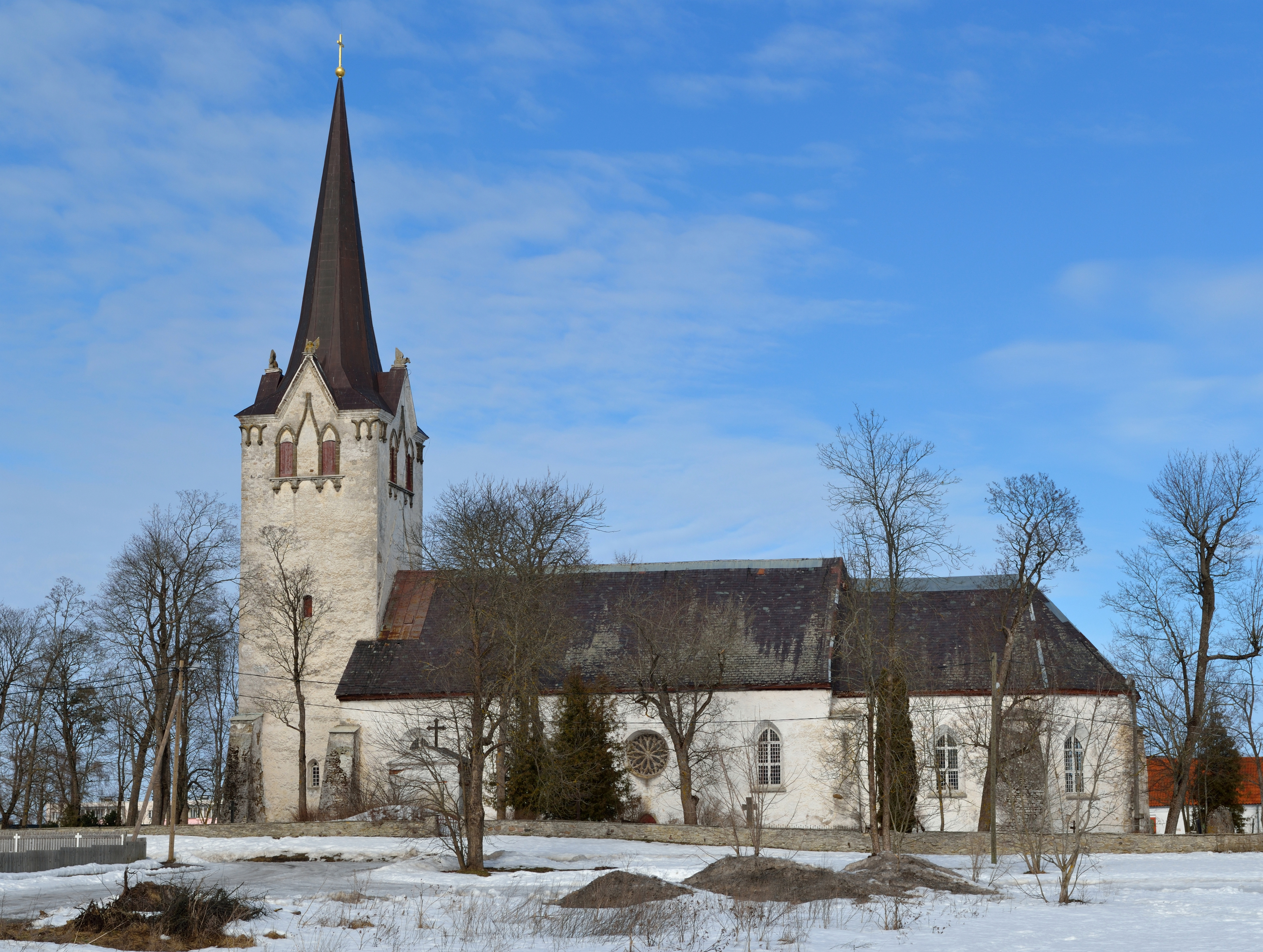